# Aufreißer (Werkzeug)

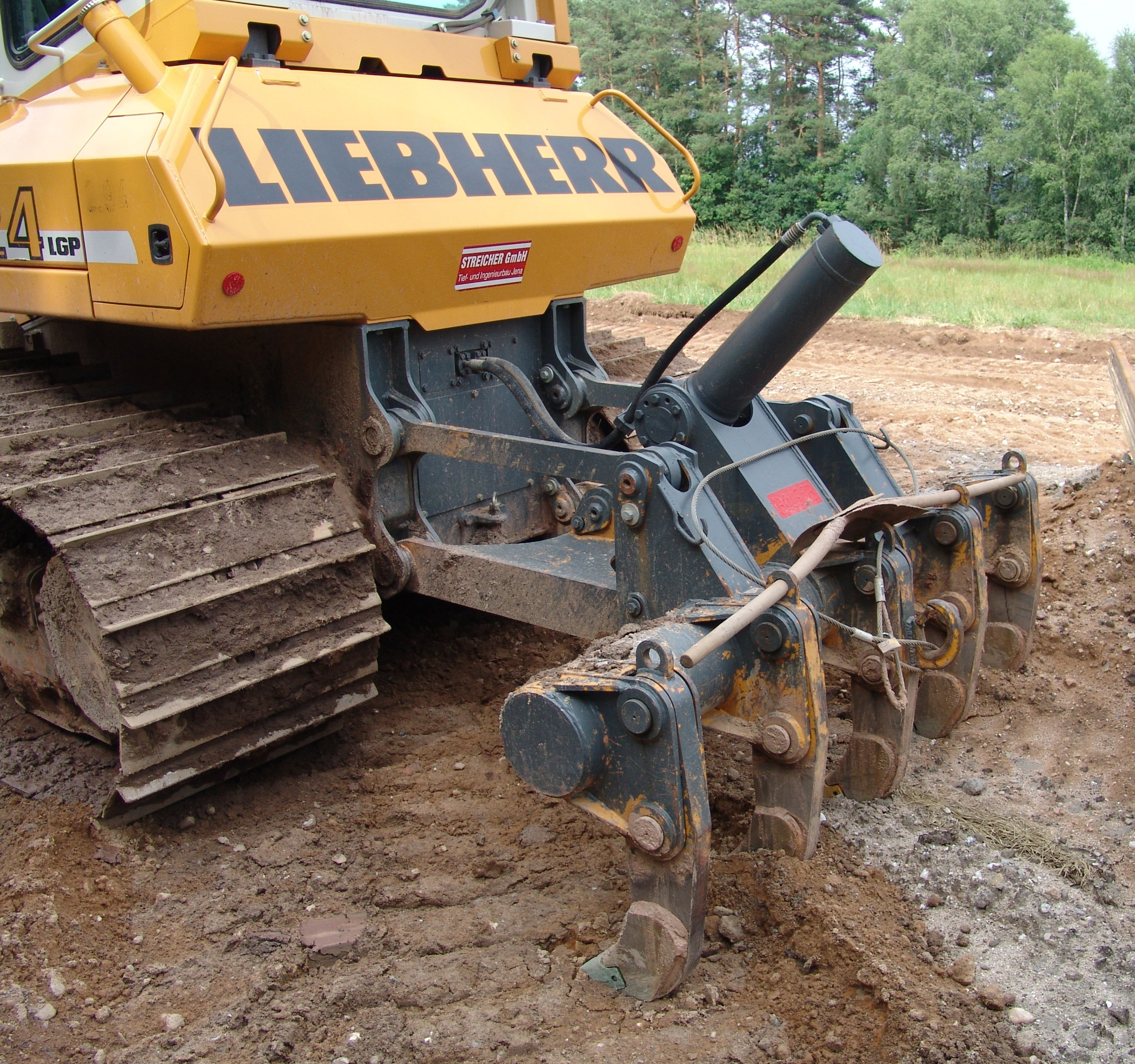
Liebherr-Planierraupe mit fünfzahnigem Aufreißer

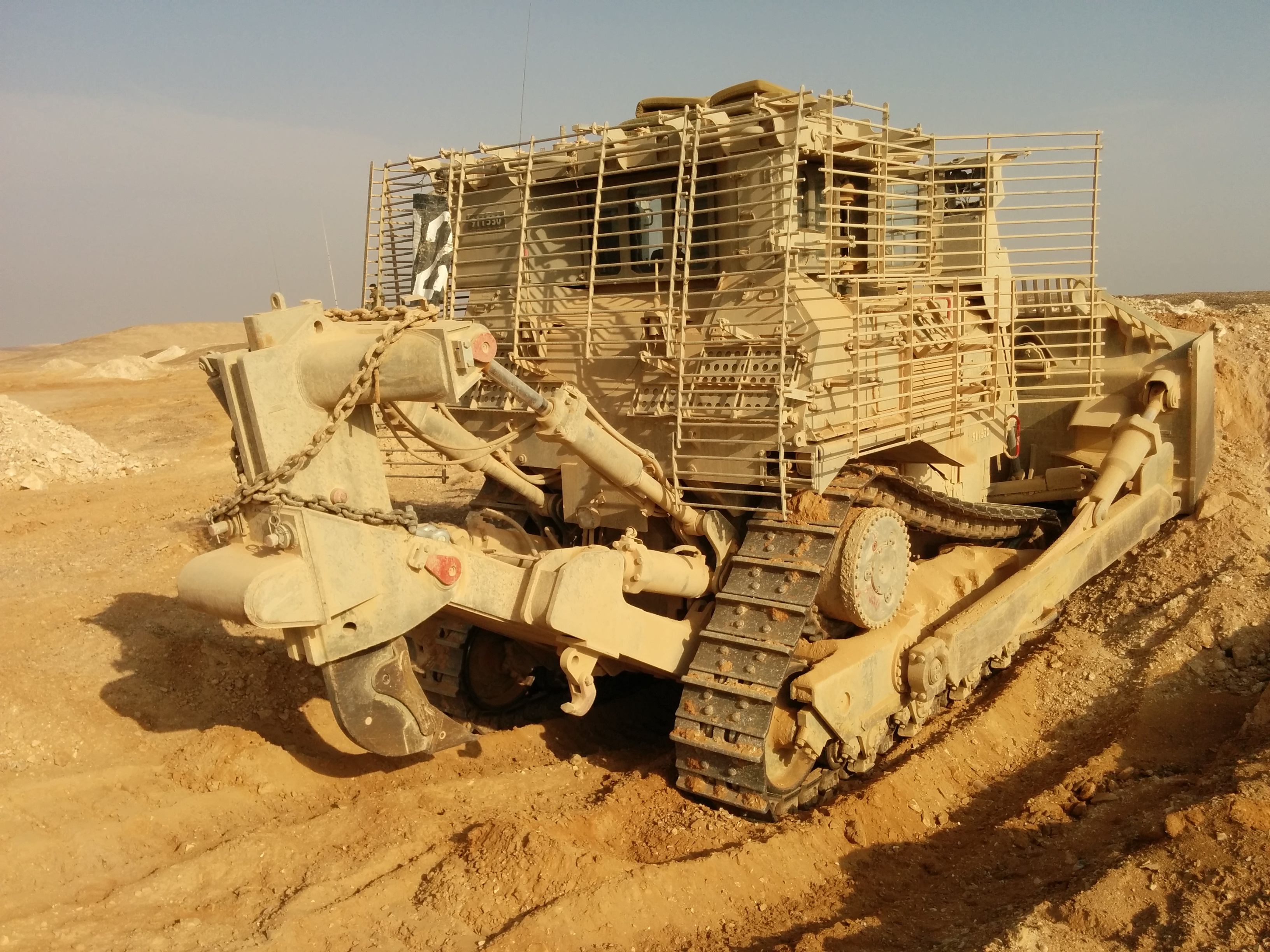
Caterpillar D9-Planierraupe mit einzahnigem Aufreißer

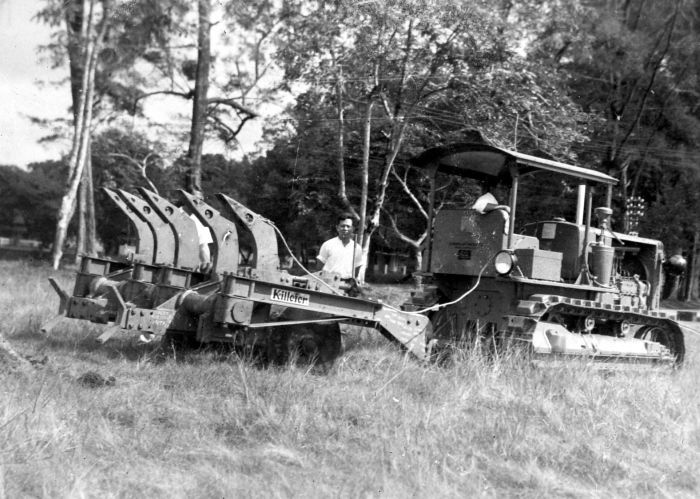
Anhängeaufreißer

Ein Aufreißer bzw. Heckaufreißer ist ein Werkzeug, welches im Erdbau zur Anwendung kommt. Technisch gesehen ist er dem Hakenpflug, einem landwirtschaftlichem Gerät für Bodenbearbeitung, sehr ähnlich und die Bezeichnung wird auch in diesem Kontext verwendet. Das Werkzeug wird auch Reißzahn genannt, wobei vom Reißzahn am Tieflöffelbaggerarm unterschieden werden muss.
Aufreißer werden hauptsächlich bei Flachbaggern, insbesondere bei zugstarken Planierraupen, angebracht. Da diese am Heck des Fahrzeugs befestigt sind, werden sie als Heckaufreißer bezeichnet. Sie können dabei dauerhaft oder als auswechselbares Anbaugerät montiert sein. Es gibt aber auch Aufreißer, die auf einem separaten Anhänger montiert sind. Die Anhängeaufreißer sind oft ein- oder zweiachsig mit gefederter Lenkachse. Sie sind jedoch nur in Einzelfällen geeigneter als Heckaufreißer. In der Regel sind sie den Heckaufreißern beim harten Material unterlegen, stören beim Manövrieren und sind im schweren Gelände schlechter beherrschbar. Auch brauchen sie oft zusätzliches Bedienungspersonal.
Aufreißer haben in der Regel 1 bis zu 10 Zinken bzw. Zähne und werden in der Regel hydraulisch von der Transport- in die Arbeitsstellung gebracht. Die einzahnige Ausführung verwendet man für festes Material wie Felsen sowie große Reißtiefen, mehrzahnige Ausführungen für entsprechend leichteres Material sowie geringere Tiefen und die bis zu 10-zahnigen Ausführungen zum Roden von Wurzeln.